# 1988年冬季残疾人奥林匹克运动会美国代表团
1988年冬季残疾人奥林匹克运动会美国代表团是美国派出的1988年冬季残疾人奥林匹克运动会代表团。获得7枚金牌、17枚银牌和6枚铜牌。